# Suzuja (1934)
Suzuja (japonsky 鈴谷, podle řeky na ostrově Sachalin) byl těžký křižník Japonského císařského námořnictva třídy Mogami, který se účastnil bojů druhé světové války. Celou svoji kariéru prožila Suzuja (spolu se svými sesterskými loděmi) v rámci 7. křižníkové divize (第7巡洋艦戦隊 Dai-šiči Džunjókan Sentai).
Ještě před válkou se v červenci 1941 podílela na japonské okupaci vichistické Kočinčíny. Po vypuknutí války v Pacifiku podporovala japonský postup v Britské Malajsii a Holandské východní Indii. V rámci Ozawova Malackého svazu se počátkem dubna 1942 zúčastnila nájezdu do indického oceánu a poté v červnu téhož roku bitvy u Midway. V rámci bojů o Guadalcanal se zúčastnila bitvy u východních Šalomounů, u Santa Cruz a u Guadalcanalu. Dne 5. listopadu 1943 bez poškození přečkala americký nálet na Rabaul. V roce 1944 se zúčastnila bitvy ve Filipínském moři a nakonec bitvy u Leyte, kde byla 25. října potopena letouny americké TG 77/4 v bitvě u ostrova Samar.

## Služba

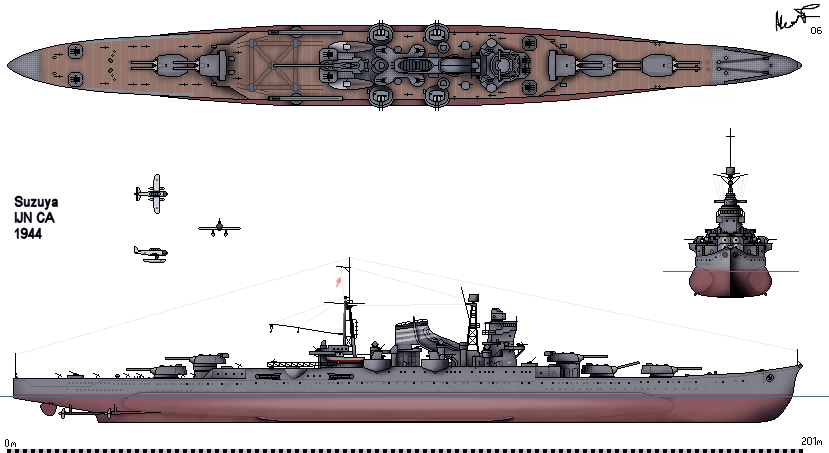
Suzuja v roce 1944

23. června 1943 se v Truku na Suzuja nalodila část 5. protiletecké jednotky (第五防空隊 Dai-go Bókútai) a spolu s těžkým křižníkem Kumano a torpédoborci Niizuki, Ariake a Suzukaze vyplul Suzuja do Rabaulu. Tam dorazil 25. června a po vyložení transportu se vrátil zpět na Truk.